# ゴンザレス鈴木
ゴンザレス鈴木（ゴンザレス すずき、1963年4月23日 - ）は、東京都出身の音楽プロデューサーである。

## 概要
大学時代はジャズバンドでドラマーとして活動していた。大学卒業後、文化放送に就職。
1990年代にコモエスタ八重樫、パラダイス山元と共に、東京パノラママンボボーイズとして活動。
その後、自身のソロ・プロデュース・ユニットソウル・ボッサ・トリオ（SOUL BOSSA TRIO）を主宰。
手嶌葵、アン・サリー、noon、畠山美由紀、aminらを発掘。

## 経歴
- 2005年、子供と大人が一緒に感動できるジャズ、”Kids meet Jazz!”プロジェクトをスタートし、平原綾香、coba、押尾コータロー、上妻宏光らをゲストに迎えた。
- 2010年5月、平原綾香・aminらが出演する上海万博・日本館での愛地球博の継承事業コンサートの総合プロデュースを行う。
- 2011年3月、国際交流基金主催によるコンサート（日本から河口恭吾、城南海、中国からaminが参加）を南京でプロデュースを行う。

## ディスコグラフィー
すべてソウル・ボッサ・トリオ名義。

### アルバム
- a taste of SOUL BOSSA（1994年3月2日）[1]
- Dancing in the Street（1994年11月23日）[2]
- Soul Bossa Trio at Wildjumbo（1996年7月22日）[3]
- In Native（1997年8月21日） - マンディ満ちる、グルーヴ・コレクティヴ、オマー・ハキム、中村雅人（元MONDO GROSSO）が参加[4]
- Nature Vision（1998年9月23日）[5]
- SOUL BOSSA TRIO REMIXES SUPERNOVA（1998年12月23日） - リミックス・アルバム[6]
- rad.2000（2000年3月16日）[7]
- Soul Bossa Trio Remixes Blue Sonic（2000年5月24日） リミックス・アルバム[8]
- Best Remixes 1993-2000 Time and Tide（2001年1月24日） - リミックス・ベスト・アルバム[9]
- Best Tracks 1993-2000～Simply Sounds（2001年2月21日） - ベスト・アルバム[10]
- Dolphins（2002年4月24日） - アン・サリーがボーカルとして参加[11]
- Song and Melodies（2004年6月30日） - アン・サリー、noon、畠山美由紀がボーカルとして参加[12]
- Sunshine, Clouds&Rain（2005年11月2日、ジェネオンエンタテインメント） - 首里フジコ、照屋実穂がボーカルとして参加[13]
- SoulBossa Production 1994-2005（2006年5月、ジェネオンエンタテインメント）
- For once in my life（2009年8月5日）[14]

### シングル・ミニアルバム等
- Abstract Truth（1995年9月21日）[15]
- Andei, andei（1996年10月5日）[16]
- Touch and Go（1997年10月22日）[17]
- RIO（1998年8月26日）[18]
- Focus in the Future（2000年4月26日）[19]

## 編曲
- 稲垣潤一
  - 「LABIOS」（オリジナルアルバム「V.O.Z.」より）
  - 「Cheers For Hearts」（オリジナルアルバム「V.O.Z.」より）
  - 「J's Love Song」（リミックスアルバム「FM AOR」より）
- Coco d'Or「(They Long To Be) Close To You」